# Gifford Lectures
Gifford Lectures är föreläsningar, etablerade 1898 med namn efter den skotske lorden Adam Gifford (1820-1887), som till universiteten i Edinburgh, Aberdeen, Glasgow och St Andrews skänkte medel till föranstaltandet av föreläsningsserier i teologiska och filosofiska ämnen. Av berömda vetenskapsmän, som kallats att hålla Gifford Lectures, märks bland andra Friedrich Max Müller och Andrew Lang.